# Алабіє
Алабіє́ (каз. Алабие) — село у складі Єсільського району Північноказахстанської області Казахстану. Входить до складу Бескудуцького сільського округу.
Населення — 103 особи (2021; 297 у 2009, 386 у 1999, 485 у 1989).
Національний склад станом на 1989 рік:
- росіяни — 39 %
- казахи — 36 %.